# Coleophora alhamaella
Coleophora alhamaella é uma espécie de mariposa do gênero Coleophora pertencente à família Coleophoridae.